# Рокенхаузен
Рокенхаузен (њем. Rockenhausen) град је у њемачкој савезној држави Рајна-Палатинат. Једно је од 81 општинског средишта округа Донерсберг. Према процјени из 2010. у граду је живјело 5.457 становника. Посједује регионалну шифру (AGS) 7333502.

## Географски и демографски подаци
Рокенхаузен се налази у савезној држави Рајна-Палатинат у округу Донерсберг. Град се налази на надморској висини од 199 метара. Површина општине износи 36,8 km². У самом граду је, према процјени из 2010. године, живјело 5.457 становника. Просјечна густина становништва износи 148 становника/km².

## Међународна сарадња
| Мјесто | Држава    | Врста сарадње | Од    |
| ------ | --------- | ------------- | ----- |
|        | Француска | партнерство   | 1974. |
| Извор  |           |               |       |